# Кочегеньська
Кочегеньська (рос. Кочегеньская) — маловодна балка в Україні у Ленінському районі Автономної Республіки Крим, на сході Керченського півострова, (басейн Тобечицького озера).

## Опис
Довжина балки 9,0 км, площа басейну водозбору 33,0 км², найкоротша відстань між витоком і гирлом — 6,52 км, коефіцієнт звивистості річки — 1,38. Формується 18 притоками, один з них має власну назву — балка Кулики, починається біля гори Сосман (126,5 м), впадає справа, біля колишнього села Нижній Кучугень, на відстані 3,5 км від гирла. Ліва притока, без назви, завдовжки 5,1 км, площа водозбірного басейну 4,4 км², впадає на відстані 0,6 км від гирла.

## Розташування
Бере початок у північній частині Високовського лісництва в урочищі Вовчі Ями. Спочатку тече переважно на південний схід, у середній частині повертає на північний схід і між урочищами Орта-Елі та Терник впадає в південно-західну частину Тобечицького озера.

## Цікаві факти
- У минулому столітті в балці лежали 3 села: Верхній Кочегень, Нижній Кочегень і Бештарим[9][10], у яких існувало по декілька водяних млинів[10].